# Yterbiu
Yterbiul este un element chimic din tabelul periodic care are simbolul Yb și numărul atomic 70. Din punct de vedere fizic este o substanță metalică moale, de culoare argintie; yterbiul este un pământ rar din seria lantanidelor și în natură este răspândit sub forma unor compuși în compoziția unor minerale ca: gadolinit, monazit și xenotim. Elementul este asociat uneori cu ytriul sau cu alte elemente asemănătoare și este utilizat în tehnologie la elaborarea oțelurilor speciale. Yterbiul natural este un amestec de șapte izotopi stabili.

## Caracteristici notabile
Yterbiul este un element moale, maleabil și relativ ductil care are un luciu argintiu deschis. Rareori găsit în pământ, el este atacat ușor și dizolvat de acizi minerali, încet de reacții chimice împreună cu apa, și se oxidează în aer.
Yterbiul are trei stări alotropice pe nume alpha, beta și gamma și al căror puncte de transformare sunt -13 °C și +795 °C. Forma beta se formează la temperatura camerei și are o structură cristalină cubică cu fețe centrate, în timp ce forma gamma (ce se formează la temperaturi înalte) are o structură cristalină cu volum centrat.
În mod normal forma beta are o conductivitate electrică asemănătoare metalelor, dar devine un semiconductor când este expus la aprox. 16,000 atm (1.6 GPa). Rezistivitatea electrică a yterbiului este de 10 ori mai mare la aprox. 39,000 atm (3.9 GPa), iar apoi scade dramatic până pe la 10% din rezistența ei de la temp. camerei .

## Aplicații
Un izotop de yterbiu a fost folosit ca substitut pentru o sursă de radiație la un aparat portabil de raze X pe când electricitatea nu era disponibilă. Acest metal ar putea fi de asemenea folosit pentru a ajuta la îmbunătățirea granulației, durității și a altor proprietăți mecanice ale oțelului inoxidabil. Unele aliaje de yterbiu au fost folosite chiar și în stomatologie. De asemenea, se mai utilizează sub formă de ioni în active laser media.
Prețul este de $875 (Dolari S.U.A.) pentru 1 kg.

## Istoric
Yterbiul a fost descoperit de către chimistul elvețian Jean Charles Galissard de Marignac în anul 1878. Marignac a găsit un component nou în pământul cunoscut atunci sub denumirea de erbia și astfel l-a denumit ytterbia (mai apoi Ytterby]], orașul elvețian unde chimistul a descoperit noul component al pământului erbia). El a bănuit că ytterbia era un compus al noului element pe care l-a denumit ytterbium.
În 1907, chimistul francez Georges Urbain, a separat în două componentele yterbiului lui Marignac, neoytterbia și lutețiul. Neoytterbia va deveni cunoscută mai târziu ca yterbiu iar lutețiul va deveni lutețium. 
Proprietățile chimice și fizice ale yterbiului nu au putut fi determinate înainte de 1953 când yterbiu aproape pur a fost produs pentru prima dată.

## Prezență
Yterbiu se găsește împreună cu alte pământuri rare în câteva minerale rare. În scopuri comerciale acesta este cel mai adesea extras din nisipul de monazit(~0,03 % yterbiu). De asemenea, elementul se regăsește în euxenite și xenotime. În mod normal, yterbiu este dificil de separat de alte metale rare, dar tehnicile schimbului ionic și extragerea cu solvenți dezvoltate la sfârșitul secolului 20 au simplificat procesul de separare. Compușii chimici cunoscuți sunt puțini —aceștia nu au fost încă bine caracterizați.

## Izotopi
Yterbiumul apare în natura sub formă de 7 izotopi stabili: 168Yb, 170Yb, 171Yb, 172Yb, 173Yb, 174Yb și 176Yb, 174Yb fiind cel mai abundent (31,8 %). Au fost caracterizați 22 de izotopi radioactivi ai yterbiumului; dintre aceștia, cel mai stabil este 169Yb cu timpul de înjumătățire (timpul după care se dezintegrează jumătate dintr-un număr dat de nuclee în stare metastabilă) 32,026 zile, 175Yb cu 4,185 zile și 166Yb cu 56,7 h. Restul izotopilor radioactivi au timpi de înjumătățire mai mici de 2 h, iar majoritatea lor au timpi de înjumătățire sub 20 min. De asemenea, acest element are 6 stări metastabile, cea mai stabilă fiind Yb-169m (timpul de înjumătățire 46 s).

## Precauții
Deși yterbiu este destul de stabil, acesta trebuie păstrat totuși în recipiente închise pentru a-l proteja de aer și umiditate. Toți compușii de yterbiu trebuie priviți ca foarte toxici, deși studiile inițiale par să indice un grad de pericol limitat. În orice caz, se cunoaște că compușii de yterbiu produc iritații ale pielii și ochilor și pot fi teratogenici. Praful metalic de yterbiu reprezintă un pericol de incendiu sau explozie.